# Neoblattella festae
Neoblattella festae es una especie de cucaracha del género Neoblattella, familia Ectobiidae.

## Distribución
Esta especie se encuentra en Ecuador.